# Phoenix roebelenii
Phoenix roebelenii là loài thực vật có hoa thuộc họ Arecaceae. Loài này được O'Brien miêu tả khoa học đầu tiên năm 1889.

## Hình ảnh

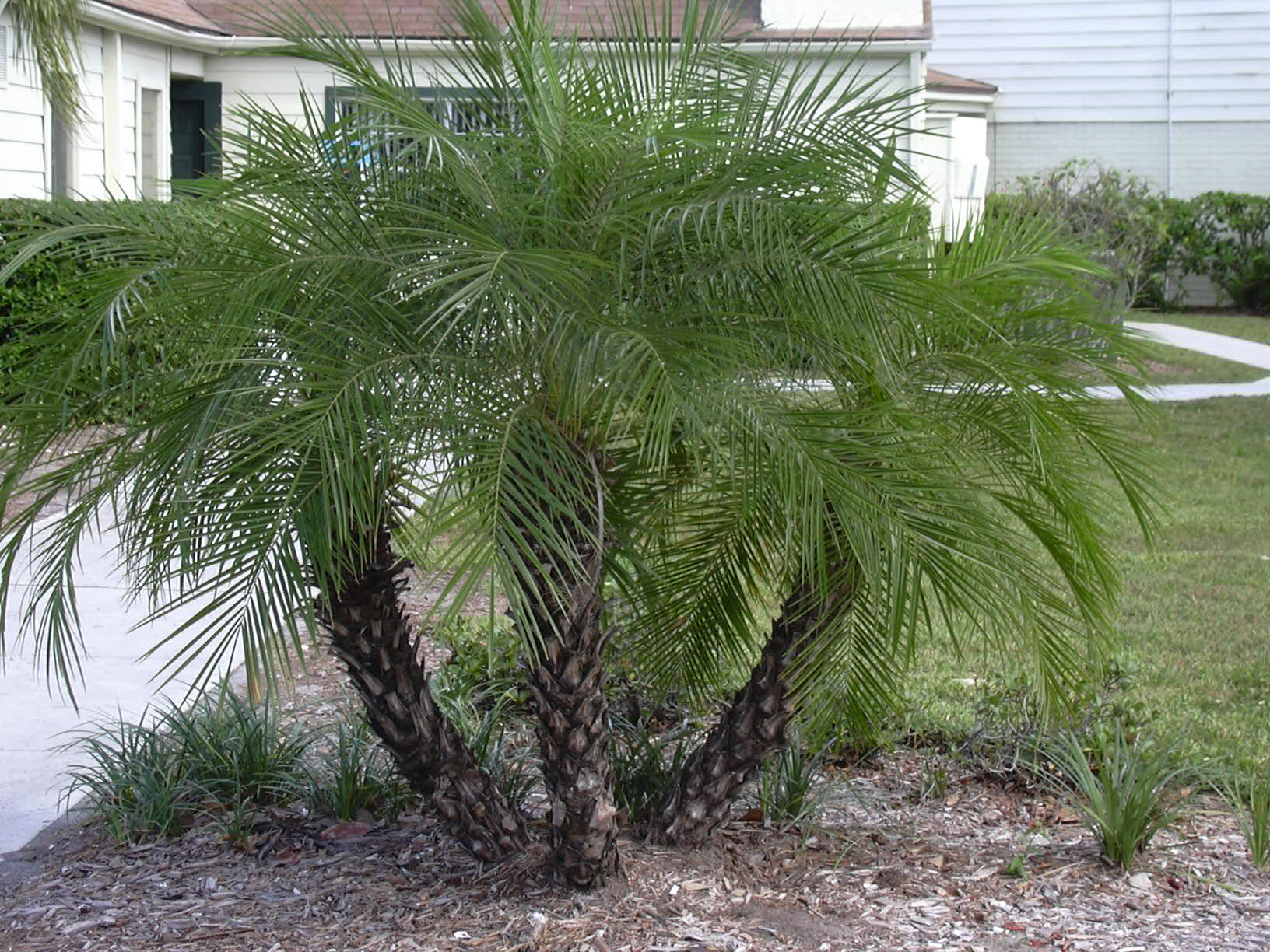
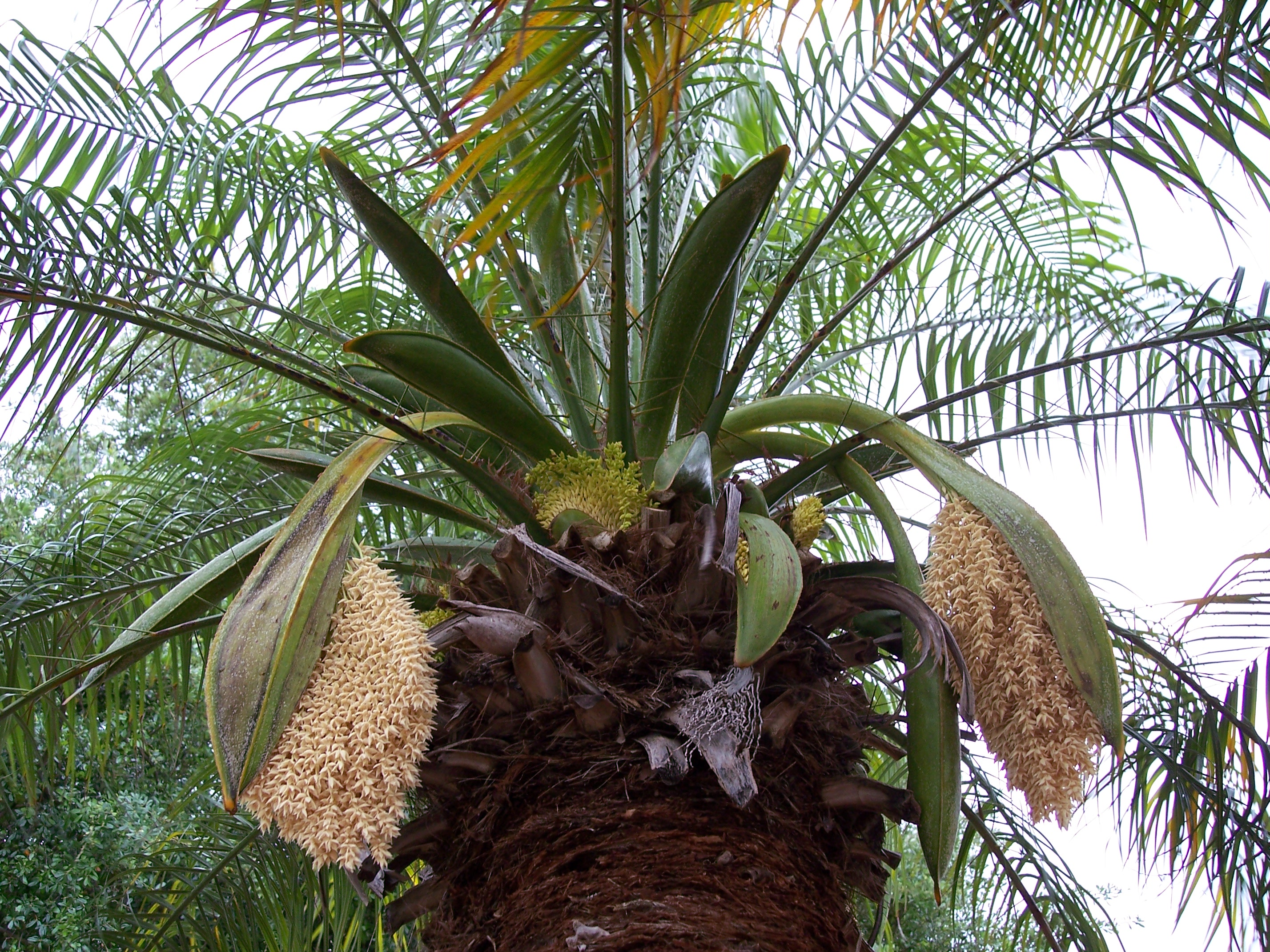
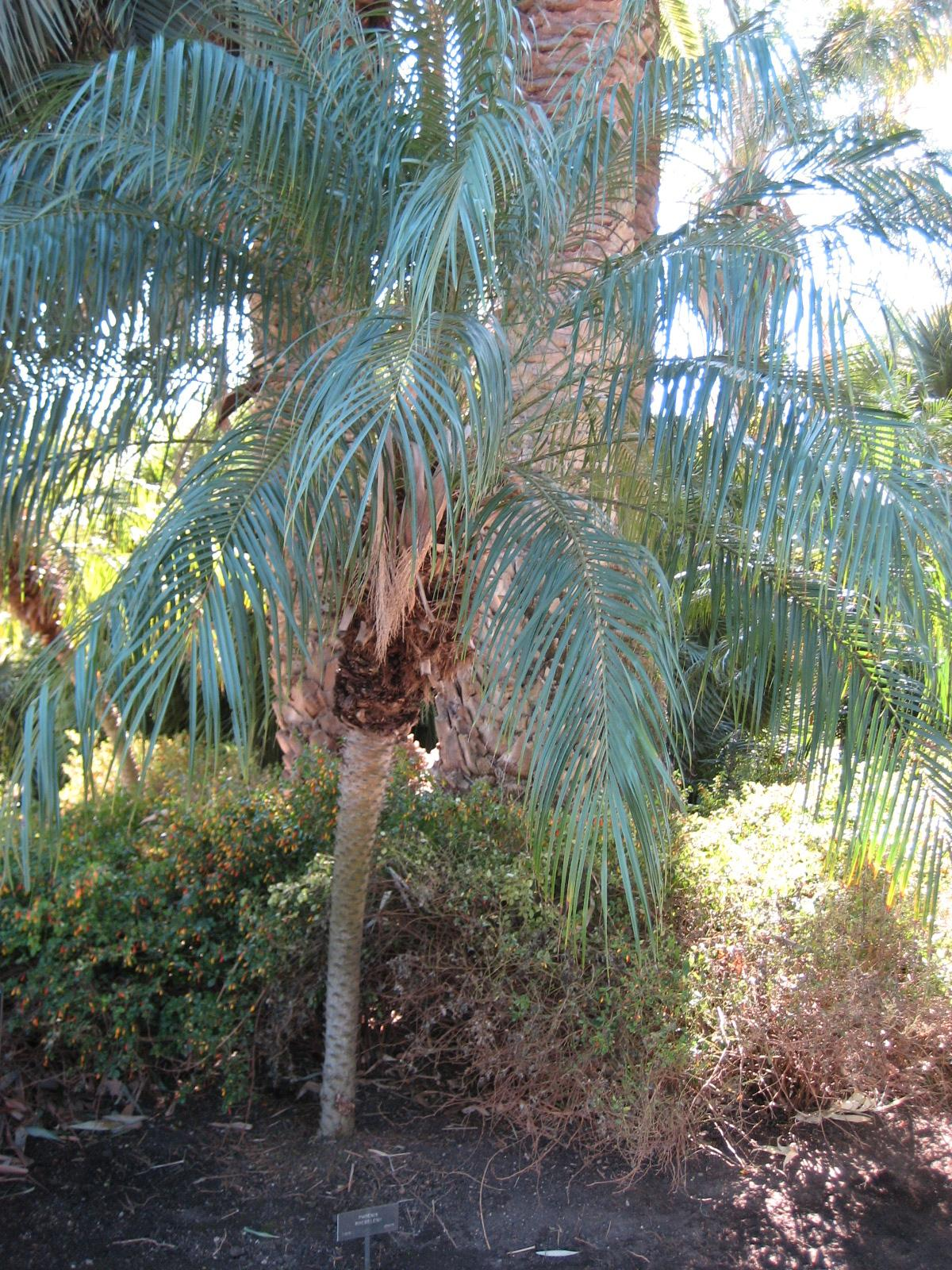
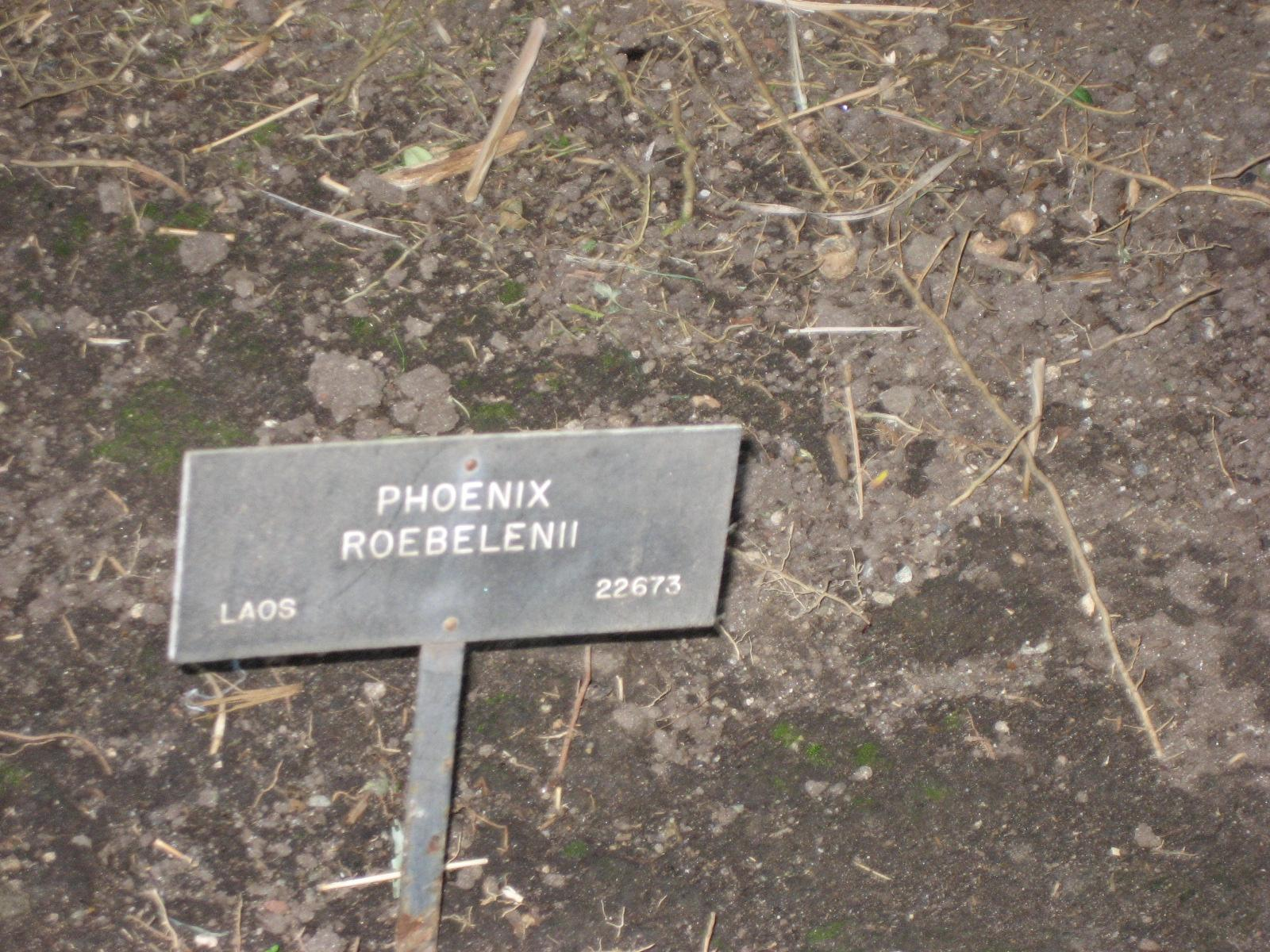